# Etničke grupe Američkih Djevičanskih Otoka
Etničke grupe Američkih Djevičanskih Otoka: 111,000 stanovnika; UN Country Population; 2008). Oko deset naroda
- Angloamerikanci	19,000
- Anglojezični Virdžinci 25,000
- Antilci (Antilski Kreoli)	200, govore papiamentu
- Britanci	50
- Francuzi	800
- Istočni Indijci 900 od 113,000 u 7 zemalja
- Portorikanci	15,000
- Portugalci 50
- Virdžinci (Virdžinski otočani), 41,000
- Židovi 400